# Johnny Kelley
Johnny Kelley (eigentlich John Adelbert Kelley; * 6. September 1907 in West Medford, Massachusetts; † 6. Oktober 2004 in Cape Cod) war ein amerikanischer Marathonläufer, der 1935 und 1945 den Boston-Marathon gewann, Olympiateilnehmer 1936 und 1948 war und US-Marathonmeister wurde.
Er wird häufig als Johnny Kelley the Elder („der Ältere“) bezeichnet, um ihn von dem ebenfalls bedeutenden amerikanischen Marathonläufer John J. Kelley (The Younger; „der Jüngere“) zu unterscheiden.
Kelley wuchs als ältestes von 10 Kindern in einer irischstämmigen Familie auf. Als Kind interessierte er sich zunächst für Baseball, bis sein Vater ihn als 13-Jährigen als Zuschauer zum Boston-Marathon mitnahm. Er begann mit dem Lauftraining an der Arlington High School. 1928 lief er seinen ersten Marathon zwischen Pawtucket und Woodstock.
Neben dem Marathon lief Kelley auch kürzere Distanzen und war dort zunächst erfolgreicher (Meilen-Bestzeit: 4:40 Min.). Er gewann elf nationale Amateurmeisterschaften auf verschiedenen Strecken zwischen 15 000 Metern und der Marathondistanz – zuletzt 1954 im 20 000-Meter-Lauf.
Er war zweimal Mitglied der amerikanischen Olympiamannschaft, bei den Olympischen Spielen 1936 in Berlin beendete er den Marathon als einziger amerikanischer Läufer auf Platz 18. Nachdem zwei Olympische Spiele durch den Zweiten Weltkrieg ausgefallen waren, nahm er 1948 in London im Alter von 41 Jahren nochmals teil und belegte Platz 21.
Am bekanntesten ist Kelley für seine Siege und Teilnahmen am Boston-Marathon. Er startete zum ersten Mal 1928, stieg aber vor dem Ziel aus. Auch bei seinem zweiten Versuch 1932 beendete er das Rennen nicht. 1933 lief er zum ersten Mal durch und nahm seitdem jedes Jahr teil, bis auf 1968, als er durch eine Krankheit aussetzen musste. Mit 61 Starts und 58 Zieleinläufen hält er die Rekorde für die meisten Teilnahmen und die meisten beendeten Rennen. Er gewann den Marathon zweimal, 1935 und 1945. Sieben Mal platzierte er sich als Zweiter, 18 Mal erreichte er die Top Ten. Das letzte Mal nahm er 1992 im Alter von 84 Jahren teil, lief aber bis ins hohe Alter weiterhin kürzere Strecken.
Er bestritt in 64 Jahren insgesamt 115 Marathonläufe. Seine Bestzeit von 2:30:41 Stunden erreichte er bei seinem Sieg in Boston 1945.
Der Name Heartbreak Hill für den Hügel bei km 32 der Bostoner Marathon-Strecke geht auf ein Ereignis mit Kelley im Jahr 1936 zurück. Kelley, als Vorjahressieger angetreten, überholte an dieser Stelle den in Führung liegenden Ellison Brown und klopfte ihm im Vorbeilaufen auf den Rücken. Dies motivierte Brown so sehr, dass er nochmal angriff und den Marathon schließlich gewann. Kelley „brach dies das Herz“ (so jedenfalls beschrieb es der Reporter Jerry Nason vom Boston Globe), und er beendete den Marathon nur als Fünfter. Ein Jahr nach seinem Rücktritt wurde 1993 das Denkmal Young at Heart am Fuß des Heartbreak Hill eingeweiht, das Kelley zweifach, als jungen und als älteren Läufer, zeigt.
Da er niemals mit dem Laufen Geld verdiente, wird Kelley auch als König der Amateure bezeichnet. Er arbeitete bis zu seinem Ruhestand 1973 als Elektriker und konnte oft nur nachts trainieren. 1980 nahm ihn der US-amerikanische Leichtathletikverband USA Track & Field in seine Hall of Fame auf. und  2000 wählte ihn die amerikanische Ausgabe des Laufmagazins Runner’s World zum Runner of the Century (deutsch: Läufer des Jahrhunderts).

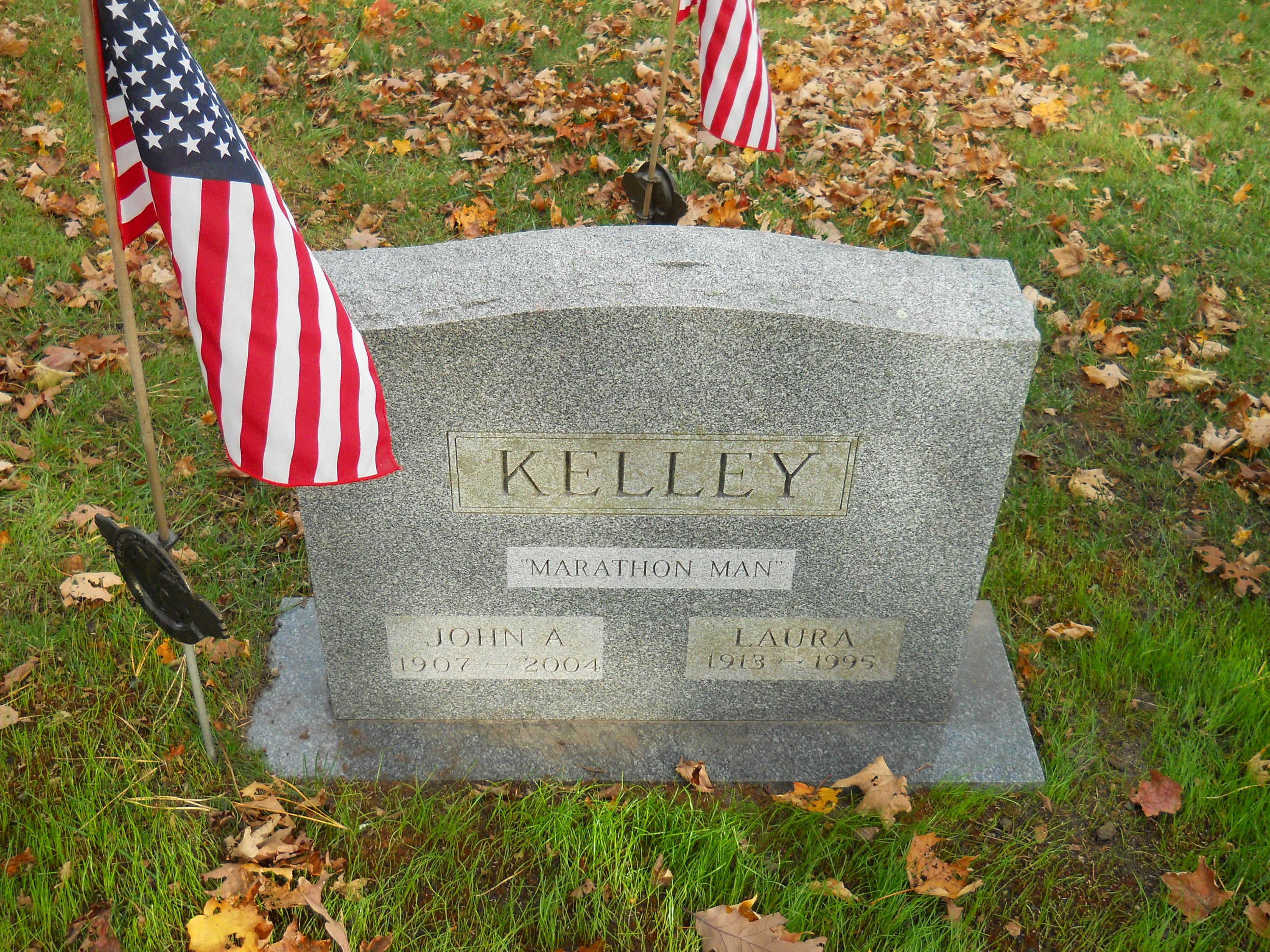
Grabmal

Kelley starb 2004 im Alter von 97 Jahren. Er war vier Mal verheiratet.